# 桂花巷 (電視劇)
《桂花巷》（英語：Osmanthus Alley/A Woman Named A-Tie）為2002年三立台灣台連續劇，自2002年5月6日起，於2002年6月25日結束，共30集。每週一至週四的晚上十點播出，編劇蔡岳勳，導演劉立立。

## 播出時間
- 三立台灣台:2002年5月6日起，週一至週四晚間22:00-23:00首播，已在2002年6月25日播畢。
- 三立台灣台:2003年4月29日起，週一至週五下午17:00-18:00播出，已在2003年6月9日播畢。
- 三立台灣台:2005年10月25日起，週一至週五下午17:00-18:00播出，已在2005年12月5日播畢。
- 三立台灣台:2007年5月23日起，週一至週五下午17:00-18:00播出，已在2007年7月4日播畢。
- 三立台灣台:2010年7月31日起，週六至週日上午11:00-12:00播出，已在2010年11月14日播畢。

## 演员陣容

### 主要角色
| 演員   | 角色             | 介紹                                                    |
| 王識賢 | 秦江海           | 後藤敏郎 太原船運公司董事長 秦家長子                    |
| 王識賢 | 楊春樹           | 反派 辛家漁社之前員工 辛敏子之父，最終遭到警方逮捕      |
| 葉全真 | 高剔紅           | 辛家染坊之前員工 高家長女                               |
| 劉至翰 | 辛瑞雨           | 辛家會社之前社長 辛家二房独子                           |
| 謝金燕 | 辛映雪（何映雪） | 蔡三槐之前妻 辛家二房童养媳，但未与辛瑞雨成亲，兄妹相称 |
| 王燦   | 辛惠池           | 辛瑞雨、高剔紅之子 辛家二房独孙                         |

### 秦家
- 楊　烈 飾 秦萬富

### 高家
- 李蕙瑛 飾 林雲雀
- 張維錫 飾 高剔江

### 辛家
- 龍天翔 飾 辛漢才
- 陳　霆 飾 辛瑞堂
- 梅嫦芬 飾 王桂枝
- 崔佩儀 飾 劉文雀

### 蔡家
- 胡鴻達 飾 蔡三槐
- 德　馨 飾 蔡小翠

### 林家
- 陳博正 飾 林木松
- 吳佳珊 飾 陳素月

### 其他角色
- 陳立芹 飾 阿　印
- 張文玲 飾 張金花
- 何奕東 飾 伍　仁
- 張睿芸 飾 千　春
- 鄭安倫 飾 阿　恨
- 盧　靚 飾 鳳　仙
- 柯以柔 飾 碧　樓
- 張文進 飾 孫　慶

## 主題曲

### 片頭曲
1. 紙風吹（2002年5月6日-2002年6月25日）
詞曲：吳梵，主唱：謝金燕

### 片尾曲
1. 我愛你（2002年5月6日-2002年6月6日）
詞曲：吳梵，主唱：王識賢
2. 一生有你來做伴（2002年6月10日-2002年6月25日）
詞曲：吳梵，主唱：王識賢、謝金燕

## 2007年重播版

### 片頭曲
1. 紅線情（2007年7月2日-2007年7月4日）
作詞：盧和生，作曲：陳偉強，主唱：甲子慧、王中平

### 片尾曲
1. 往事放水流（2007年7月2日-2007年7月4日）
詞曲：魏寧，主唱：謝莉婷

## 電視節目的變遷
| 中華民國 三立台灣台 三立十點好戲 · 每週一至週四22:00 - 23:00                                | 中華民國 三立台灣台 三立十點好戲 · 每週一至週四22:00 - 23:00 | 中華民國 三立台灣台 三立十點好戲 · 每週一至週四22:00 - 23:00 |
| ------------------------------------------------------------------------------------------- | --- | ------------------------------------------------------------ |
|                                                                                             | 桂花巷 （2002年5月6日－2002年6月25日） |                                                              |
| 三立夜間新聞 （2000年5月22日－2002年5月2日） (星期一~四22:00 - 00:00) (星期五23:00 - 00:00) | 草地狀元 （2002年7月1日－） (星期一22:00 - 23:00) 在台灣的故事 （2002年7月2日－） (星期二22:00 - 23:00) 台灣尚青 （2002年6月26日－） (星期三22:00 - 23:00) 鳳中奇緣 （2002年6月27日－） (星期四22:00 - 23:00) |                                                              |
| 每週一至週五17:00－18:00                                                                    | |                                                              |
| 負君千行淚 （重播） （2002年12月10日－2003年4月28日）                                       | 桂花巷（重播） （2003年4月29日－2003年6月9日） | 九龍傳說（重播） （2003年6月10日－2003年8月4日）             |
| 每週一至週五17:00－18:00                                                                    | |                                                              |
| 負君千行淚 （重播） （2005年6月7日－2005年10月24日）                                        | 桂花巷（重播） （2005年10月25日－2005年12月5日） | 九龍傳說（重播） （2005年12月6日－2006年1月30日）            |
| 每週一至週五17:00－18:00                                                                    | |                                                              |
| 台灣阿誠 （重播） （2006年8月17日－2007年5月23日）                                          | 桂花巷（重播） （2007年5月24日－2007年7月4日） | 九龍傳說（重播） （2007年7月5日－2007年8月29日）             |